# Michael Ameyaw
Michael Ameyaw (Łódź, 2000. szeptember 16. –) lengyel labdarúgó, a Piast Gliwice középpályása.

## Pályafutása
Ameyaw a lengyelországi Łódź városában született. Az ifjúsági pályafutását a Żmuda Warsaw és a SEMP Ursynów csapatában kezdte, majd a Polonia Warsaw akadémiájánál folytatta.
2018-ban mutatkozott be a Widzew Łódź harmadosztályban szereplő felnőtt keretében. A 2019–20-as szezon második felében a Bytovia Bytów csapatát erősítette kölcsönben. 2021. július 1-jén hároméves szerződést kötött az első osztályú Piast Gliwice együttesével. Először a 2021. július 25-ei, Raków Częstochowa ellen 3–2-re elvesztett mérkőzés 80. percében, Arkadiusz Pyrka cseréjeként lépett pályára. Első gólját 2021. szeptember 27-én, a Cracovia ellen hazai pályán 4–2-es vereséggel zárult találkozón szerezte meg.

## Statisztikák
2023. február 19. szerint
| Klub                       | Szezon   | Osztály     | Bajnokság | Bajnokság | Kupa és Ligakupa | Kupa és Ligakupa | Nemzetközi | Nemzetközi | Összesen | Összesen |
| Klub                       | Szezon   | Osztály     | Meccs     | Gól       | Meccs            | Gól              | Meccs      | Gól        | Meccs    | Gól      |
| -------------------------- | -------- | ----------- | --------- | --------- | ---------------- | ---------------- | ---------- | ---------- | -------- | -------- |
| Widzew Łódź                | 2018–19  | II Liga     | 2         | 0         | 0                | 0                | —          | —          | 2        | 0        |
| Widzew Łódź                | 2019–20  | II Liga     | 2         | 0         | 0                | 0                | —          | —          | 2        | 0        |
| Widzew Łódź                | 2020–21  | I Liga      | 27        | 2         | 1                | 0                | —          | —          | 28       | 2        |
| Widzew Łódź                | Összesen | Összesen    | 31        | 2         | 1                | 0                | 0          | 0          | 32       | 2        |
| Bytovia Bytów (kölcsönben) | 2019–20  | II Liga     | 7         | 2         | 0                | 0                | —          | —          | 7        | 2        |
| Piast Gliwice              | 2021–22  | Ekstraklasa | 18        | 1         | 3                | 0                | —          | —          | 21       | 1        |
| Piast Gliwice              | 2022–23  | Ekstraklasa | 15        | 2         | 3                | 0                | —          | —          | 18       | 2        |
| Piast Gliwice              | Összesen | Összesen    | 33        | 3         | 6                | 0                | 0          | 0          | 39       | 3        |
| Összesen                   | Összesen | Összesen    | 71        | 7         | 7                | 0                | 0          | 0          | 78       | 7        |

## Sikerei, díjai
Widzew Łódź
- II Liga
  - Feljutó (1): 2019–20